# Koivuluoto (halvö i Lappland, lat 65,77, long 24,22)
Koivuluoto är en halvö i Finland. Den ligger i Torneå i landskapet Lappland, i den norra delen av landet, 600 km norr om huvudstaden Helsingfors.